# Bundesstraße 184
Pour les articles homonymes, voir Route 184.
La Bundesstrasse 184 est une Bundesstraße des Länder de Saxe et de Saxe-Anhalt.

## Histoire
Le numéro 184 est attribué vers 1937.
Au début des années 1960, la route et la ligne de Trebnitz à Leipzig sont déplacées de Bitterfeld à Delitzsch à environ trois kilomètres à l'ouest à cause de la mine de Goitzsche. 
L'Elbe est franchie à Dessau-Roßlau. Dans cette zone, la route est également complètement redessinée dans les années 1960 sur des gravats. De 2006 à la fin de 2011, la B 184 est élargie pour devenir une autoroute à quatre voies (RQ 20).

## Source
- (de) Cet article est partiellement ou en totalité issu de l’article de Wikipédia en allemand intitulé « Bundesstraße 184 » (voir la liste des auteurs).